# Pokémon Shuffle
Pokémon Shuffle (ポケとる, Pokétoru) é um jogo eletrônico de quebra-cabeça freemium desenvolvido pela Genius Sonority e publicado pela Nintendo e The Pokémon Company para Nintendo 3DS. O jogo é um spin-off da série Pokémon e é similar à jogabilidade de Pokémon Battle Trozei. Foi lançado mundialmente no Nintendo eShop em 18 de fevereiro de 2015. Pokémon Shuffle Mobile, uma versão para dispositivos Android e iOS, foi lançado em agosto de 2015.

## Jogabilidade
Pokémon Shuffle, similar ao Pokémon Battle Trozei, é um jogo de quebra-cabeça no qual os jogadores lutam contra vários Pokémon combinando três ou mais do Pokémon do mesmo tipo das regiões de Kanto, Johto, Hoenn, Sinnoh, Unova, Kalos e Alola na parte inferior da tela. Os jogadores conseguem isso trocando Pokémon na parte inferior da tela. Os jogadores podem levar até quatro Pokémon de suporte com eles, alguns dos quais podem causar danos adicionais dependendo do seu tipo (por exemplo, o Pokémon do tipo água causa dano extra a oponentes baseados em fogo). Os jogadores progridem em cada estágio derrotando o Pokémon adversário dentro de um determinado número de movimentos, após o qual o jogador recebe moedas no jogo e o seu Pokémon ganha experiência. Ao limpar um estágio, os jogadores terão a chance de capturar o Pokémon; quanto mais rápido o jogador derrotar um Pokémon, maior será a probabilidade de o capturar. Se o jogador não conseguir apanhar o Pokémon com a sua primeira Pokébola, ele pode gastar moedas para usar Great Balls com uma chance dobrada de sucesso ou tentar o estágio novamente em uma data posterior. Derrotar treinadores de Pokémon dá Mega Stones, que permitem que certos Pokémon (se forem capturados com sucesso) passem pela Mega Evolução assim que um jogador tiver igualado um número suficiente deles durante um estágio, concedendo efeitos de bônus quando combinados. Os jogadores também podem desbloquear níveis Expert, que exigem que o jogador derrote um Pokémon dentro de um limite de tempo usando movimentos ilimitados.
O jogo segue um formato freemium no qual o jogador requer corações para jogar cada estágio, com o jogador capaz de recuperar até cinco corações ao esperar um determinado período de tempo. Os jogadores também podem usar moedas para comprar power-ups, como movimentos extras, antes de entrar em um estágio. Corações e moedas extras podem ser comprados com joias, que podem ser ganhas derrotando treinadores ou comprados com fundos do Nintendo eShop. O jogo suporta conectividade com a Internet, oferecendo itens de bônus e estágios especiais de tempo limitado para aqueles que fazem o check-in, bem como a funcionalidade StreetPass da consola.

## Lançamento
Em 14 de janeiro de 2015, Pokémon Shuffle foi anunciado pela Nintendo como um jogo gratuito para Nintendo 3DS. O jogo foi desenvolvido pelo estúdio japonês Genius Sonority. O título foi lançado em 18 de fevereiro de 2015, via download por meio do Nintendo eShop.  Em junho de 2015, a versão móvel do jogo foi anunciada para Android e iOS. Foi lançada no Japão a 24 de agosto de 2015, e em outros territórios a 31 de agosto de 2015. Após o lançamento, o jogo foi reforçado com atualizações que adicionaram novos estágios e novos Pokémon.